# Robert Kajanus

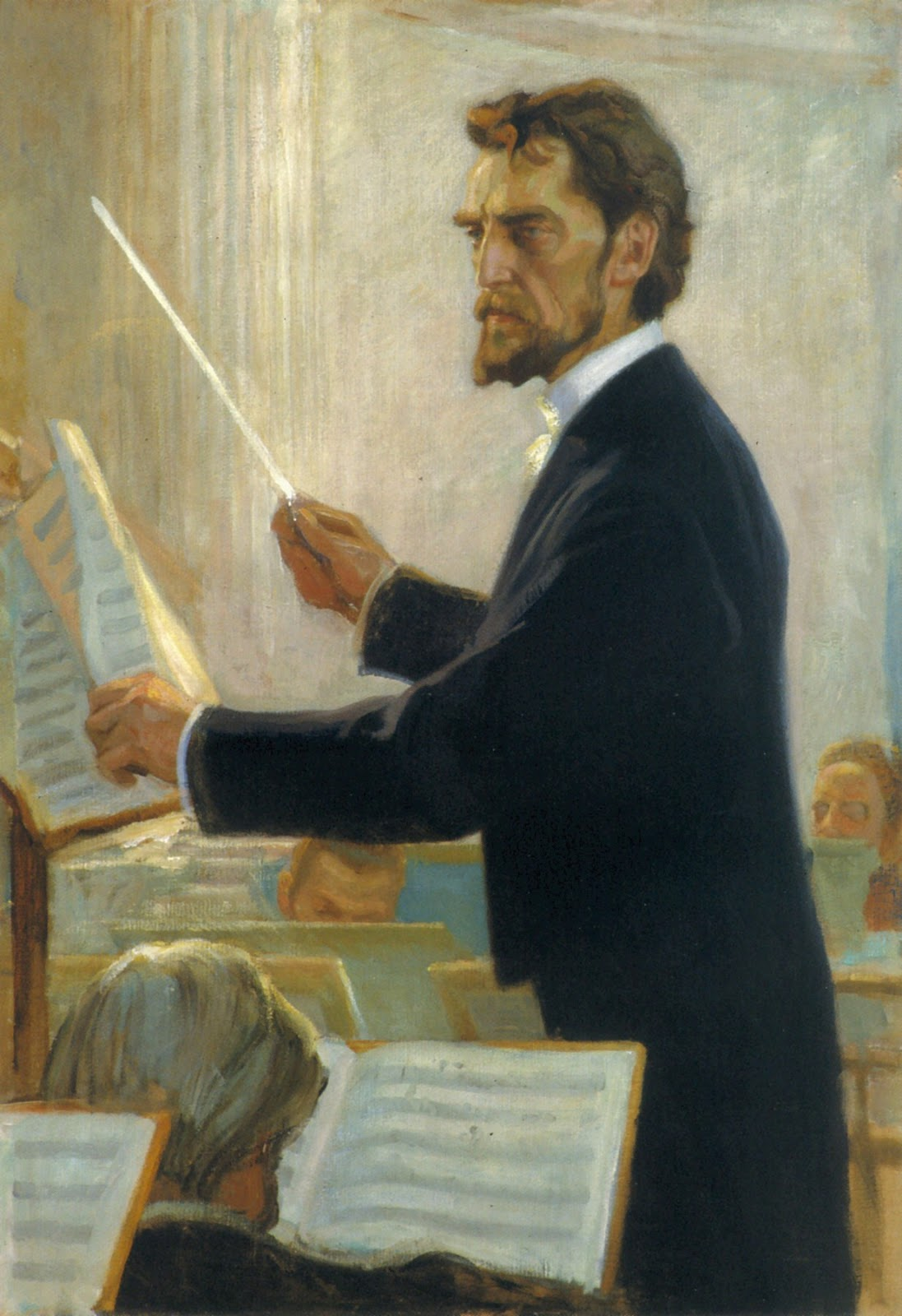
Målning av Albert Edelfelt

Robert Kajanus, född 2 december 1856 i Helsingfors, död 6 juli 1933 i Helsingfors, var en finländsk tonsättare och dirigent. Hans modersmål var svenska.

## Biografi
Robert Kajanus var den mest framstående finländska tonsättaren före Jean Sibelius. Hans musik tog inspiration från folklegenderna om det finska folket. Han studerade musikteori för Richard Faltin och violin för Gustaf Niemann i Helsingfors, samt dirigering för Hans Richter, Carl Reinecke och Salomon Jadassohn i Leipzig och Johan Svendsen i Paris.
Han var verksam i Dresden under åren omedelbart efter examen och återvände 1882 till Helsingfors där han grundade Finlands första permanenta orkester Helsingfors stadsorkester, Finlands nationalorkester. Han satte snabbt en mycket hög standard för orkestern så att de med trovärdighet skulle kunna uppföra några av de mest välkända mästerverken från Wienklassicistisk och romantisk tid. Kajanus dirigerade Finlands Filharmoniska Orkester i 50 år, under vilka han bland annat 1888 för första gången i Finland uppförde Ludwig van Beethovens Symfoni nr 9.
Kajanus fick musikdirekörsposten vid Helsingfors universitet 1897 och behöll denna utnämning i 29 år. Han hade stort inflytande över musikutbildning i Finland under denna tid. Han grundade även den Nordiska Musikfestivalen 1919 och mottog en utmärkelse inom Franska Hederslegionen.
Kajanus var far till harpisten Lilly Kajanus-Blenner (1885-1963) och Aino Kajanus-Mangström (1888-1951) och violinisten Kaj Kajanus (1908-1994). Bland barnbarnen kan nämnas den prisbelönta finsk-norska skulptören Johanna Kajanus. Ett av barnbarnsbarnen är popmusikern Georg Kajanus.
Han är begravd på Sandudds begravningsplats i Helsingfors.

## Verk (i urval)
Kajanus komponerade mer än 200 verk, varibland Aino och Finska rapsodier fortfarande är populära. Han skapade även orkestrala arrangemang för den finska nationalsången Vårt land (finska Maamme).

### Orkesterverk
- Kullervon surumarssi (Kullervos begravningsmarsch), op. 3 (1880)
- Suomalainen rapsodia (Finsk rapsodi) nr 1 i d-moll, op. 5 (1881)
- Sorgmarsch till Universitetets Lönnrotsfest (1884)
- Aino, symfonisk dikt för orkester och slutkör (1885)
- Suomalainen rapsodia (Finsk rapsodi) nr 2 i F-dur (1886)
- Cortège (1892)
- Sommarminnen, svit i 4 satser (1896)
- Carl XII marsch vid Narva, bearbetning för orkester (1909)
- Sinfonietta i B-dur, op. 16 (1915)
- Impromptu (1926)
- Overtura sinfonica (1926)
- Intermezzo (1926)

### För stråkorkester
- Adagietto (1913)
- Suite ancienne (1931)

### Verk för violin och orkester
- Berceuse, vaggsång ur Sommarminnen (1896)
- Nocturne (1929)

### Kammarmusik
- Violinsonat (1876)

### Verk för piano
- Pianosonat (1876)
- Sex albumblad (1877)
- Lyriska stycken (1879)
- Deux miniatures (1912)
- Albumblatt (1915)
- Meditation (1917)
- Petite valse (1923)

### Verk för kör och orkester/piano
- Kantat för sopransolo, kör, orgel och piano till Finska Samskolans 10-årsfest (1896)
- Nouskaa aatteet för manskör och hornorkester till text av Eino Leino (1900)
- Hymn för blandad kör och orkester till Kalevalas 75-årsfest till text av Eino Leino (1910)
- Festkantat för sopransolo, kör och orkester till ord af A. Mörne (1910)
- Suomen päivä till text av Eino Leino (1917)
- Marche funèbre et héroique (1918)

### Körverk
- Sotamarssi (Krigsmarsch) till text av A. Oksanen (1889)
- Hymn till ord av Eino Leino (”Nukkuos alla kukkaisen kunnahan”) för manskör vid Z. Topelius begrafning 1898
- Ylioppilaskunnan marssi till text Aukusti Valdemar Koskimies (1898)
- Valtakunnan marssi till text av Eino Leino (1927)
- Polyteknikernas marsch till text av Karl  August Tavaststjerna (1900)

### Solosånger
- Vier Lieder für Mezzo-Sopran (1880)

## Kajanus och Sibelius
Kajanus hade en stark inverkan på Jean Sibelius karriär. Han ansågs vara en auktoritet då det gällde tolkning av Sibelius musik och de var goda vänner. Denna vänskap sattes dock på prov 1898 då Sibelius utnämndes till en universitetsbefattning som Kajanus själv kandiderade för. Kajanus överklagade och beslutet reverserades. De två blev dock vänner igen i tid för orkesterns turné genom Europa 1900 där de bland annat spelade vid Exposition Universelle 1900 på inbjudan från Frankrikes regering.